# 周希尹 (嘉靖舉人)
周希尹（？—？），廣西慶遠府宜山縣人。明朝政治人物。

## 生平
慶遠府學生，治《诗经》，嘉靖四十三年（1564年）甲子科廣西鄉試第三名舉人，隆慶六年（1572年）授衡阳县知县，萬曆五年（1577年）升廣州府海防同知，老萬山之海盜肆劫澳門洋面，周希尹遣兵平之。后升姚安府知府。建尊经、魁星诸阁，修中南书院，修筑大石淜诸闸，士民德之。